# Casa Antoni Costa
La Casa Antoni Costa, també coneguda com a Casa Domènech Estapà, és un edifici residencial situat a la Rambla de Catalunya, 122 de l'Eixample de Barcelona, catalogat com a Bé Cultural d'Interès Local.

## Història
Va ser bastida per l'arquitecte Josep Domènech i Estapà entre 1902 i 1904. Influïda pel moviment arquitectònic alemany de Sezession, es va construir pràcticament a la mateixa època de la de dues de les seves obres més emblemàtiques, la presó Model i l'Hospital Clínic.

## Descripció
Comprèn planta baixa, principal (destinat als promotors), quatre pisos i terrat transitable. L'accés principal dona pas a un vestíbul que mena vers el celobert cobert de planta rectangular que conté l'ascensor i, al fons, l'escala de veïns.
La façana, d'inspiració modernista, estructura les seves obertures en eixos verticals i horitzontals de ritme regular. La planta baixa, feta íntegrament de pedra de Montjuïc, s'obre al carrer per mitjà de cinc portals: el portal central, que conforma l'accés principal a l'immoble, ve definit per un arc trilobular amb un medalló de traceries que conté un escut amb la inscripció MCMIV. Aquest arc, coronat per un guardapols amb decoracions vegetals, és emmarcat a banda i banda per dos portals de llinda arrodonida que donen accés a les botigues de planta baixa. Els pilars d'aquests portals acullen les mènsules circulars amb decoració floral que sostenen les llosanes dels balcons del principal. El pis principal s'obre al carrer per mitjà d'un gran arc ampitador tripartit amb dos mainells en forma de columnella de capitell floral (element decoratiu que es repeteix als carcanyols) i amb baranes de forja a base de decoracions florals. Aquest arc central és flanquejat per dos balcons amb llosanes de perfil trilobulat i baranes bombada de forja que protegeixen llur portes allindanades i amb mainells que presenten els emmarcaments revestits d'estuc. Les obertures del pis principal acullen, en les seves llindes, els permòdols que sostenen el balcó corregut i les dues tribunes del pis superior. Els pisos superiors presenten tots una estructura similar: al centre, un balcó corregut que conté dues portes i que està flanquejat per dues tribunes de desenvolupament vertical. El més destacable d'aquests nivells és la solució dels angles de les tribunes, per mitjà de vidres corbs, i la decoració floral que predomina en els estucs que revesteixen les tribunes i les llindes dels balcons. Tant les tribunes com el cos central de la façana presenten un original coronament consistent en grans obertures tripartides de perfil circular encaixades dins d'un entaulament semicircular.
El vestíbul i el celobert central són els elements interiors més destacats de la finca. El vestíbul consisteix en un passadís format per dos trams coberts amb un fals sostre de guix decorat a base d'elements florals i vegetals, sostinguts sobre permòdols de guix adossats a les pilastres. Aquest vestíbul dona accésal celobert central, un espai de planta rectangular que acull, al bell mig, l'ascensor original. Al fons del celobert, una columna amb el fust de jaspi granat dona pas a l'escala de veïns, feta amb graons de marbre blanc i amb arrimadors a base d'estuc planxat granat i esgrafiats florals.